# 300e régiment d'infanterie
Le 300e régiment d'infanterie (300e RI) est un régiment d'infanterie de l'Armée de terre française constitué en 1914 avec les bataillons de réserve du 100e régiment d'infanterie. Il combat pendant la Première Guerre mondiale et est dissous en novembre 1917.

## Création et différentes dénominations
- Août 1914 :  cr&ation du 300e régiment d'infanterie
- 1917 : Dissous

## Chefs de corps
- août 1914 : chef de bataillon Collombier[1]
- novembre 1915 : lieutenant-colonel Boillard[2]

## Historique des garnisons, combats et batailles du 280eRI

### Première Guerre mondiale

#### Affectation
Il sert de réserve d'infanterie du 12e corps d'armée d'août 1914 à juin 1915. Il passe ensuite sous la tutelle du 24e division d'infanterie de juin 1915 à février 1917, avant de servir de réserve pour le 134e division d'infanterie de février à novembre 1917. Il est ensuite dissous.

#### 1914
Le régiment est formé en août 1914 à partir du 100e régiment. À la mobilisation, chaque régiment d'actif crée un régiment de réserve dont le numéro est le sien plus 200.
Le régiment est mobilisé à Tulle, où son dépôt est situé. Il participe à la Bataille des frontières en Belgique, notamment aux batailles de Chiny et de Florenville les 22-23 août avant sa retraite à Carignan, fin août. Il est utilisé lors de la Bataille de la Marne, particulièrement à Châtelraould, à Courdemange et au sud de Vitry-le-François. 

#### 1915
En 1915 il réalise des opérations en Woëvre, notamment à Remenauville et à Regniéville en avril, ainsi qu'en Hauts-de-Meuse, dans les Bois d'Ailly. Il se bat également lors de la Bataille de l'Artois en septembre à Thélus et à Neuville-Saint-Vaast. 

#### 1916
En 1916 il est engagé lors des batailles de Verdun et de la Somme. 

#### 1917
En 1917, enfin, il est utilisé dans la bataille des Monts de Champagne[réf. nécessaire].

## Drapeau
Il porte, cousues en lettres d'or dans ses plis, les inscriptions suivantes :
- Artois 1915
- La Somme 1916

## Personnages célèbres ayant servi au300eRI
- Bruno Leydet, écrivain, résistant.

### Sources et bibliographie
- Historique du 300e régiment d'infanterie, Tulle, Imprimerie Viers, 1920, 37 p. (lire en ligne).
- Service historique de l'état-major des armées, Les Armées françaises dans la Grande guerre, Paris, Impr. nationale, 1922-1934, onze tomes subdivisés en 30 volumes (BNF 41052951) :
  - AFGG, vol. 1, t. X : Ordres de bataille des grandes unités : grands quartiers généraux, groupe d'armées, armées, corps d'armée, 1923, 966 p. (lire en ligne).
  - AFGG, vol. 2, t. X : Ordres de bataille des grandes unités : divisions d'infanterie, divisions de cavalerie, 1924, 1092 p. (lire en ligne).